# Dyskografia Nine Inch Nails
Dyskografia Nine Inch Nails – dyskografia amerykańskiego zespołu Nine Inch Nails, grającego muzykę industrial, założonego w 1988 roku w Cleveland przez Trenta Reznora.

## Zestawienie chronologiczne
| Pretty Hate Machine (1989–1990) - Halo 1: „Down in It” (1989) - Halo 2: Pretty Hate Machine (1989) - Halo 2R: Pretty Hate Machine: Remastered (2010) - Halo 3: „Head Like a Hole” (1990) - Halo 4: „Sin” (1990) Broken (1992) - Halo 5: Broken (1992) - Halo 6: Fixed (1992) The Downward Spiral (1994–1997) - Halo 7: „March of the Pigs” (1994) - Halo 8: The Downward Spiral (1994) - Halo 8 DE: The Downward Spiral: Deluxe Edition, reissue - Halo 8 DVD-A: The Downward Spiral: DualDisc, reissue - Halo 9: „Closer to God” (1994) - Halo 10: Further Down the Spiral (1995) - Halo 10 v2: Further Down the Spiral, European/Australian/Japanese release - Halo 11: „The Perfect Drug” (1997) - Halo 12: Closure (1997) The Fragile (1999–2002) - Halo 13: „The Day the World Went Away” (1999) - Halo 14: The Fragile (1999) - Halo 15: „We’re in This Together” (1999) - Halo 16: Things Falling Apart (2000) - Halo 17: And All That Could Have Been (2002), Limited Edition packaged with Halo 17b - Halo 17a: And All That Could Have Been, Live CD - Halo 17b: Still, Limited Edition Bonus CD |  | With Teeth (2005–2007) - Halo 18: „The Hand That Feeds” (2005) - Halo 19: With Teeth (2005) - Halo 19 DVD-A: With Teeth, DualDisc release - Halo 20: „Only” (2005) - Halo 21: „Every Day Is Exactly the Same” (2006) - Halo 22: Beside You in Time (2007) - Halo 22 HD: Beside You in Time, Live Blu-ray Year Zero (2007) - Halo 23: „Survivalism” - Halo 24: Year Zero - Halo 25: Year Zero Remixed Ghosts (2008) - Halo 26: Ghosts I–IV, digital download - Halo 26 CD: Ghosts I–IV, 2× CD - Halo 26 V: Ghosts I–IV, 4× vinyl - Halo 26 DE: Ghosts I–IV, Deluxe Edition - Halo 26 LE: Ghosts I–IV, Ultra-Deluxe Limited Edition The Slip (2008) - Halo 27: The Slip - Halo 27 CD-LE: The Slip, Limited Edition CD with bonus DVD Hesitation Marks (2013) - Halo 28: Hesitation Marks - Halo 28dcd: Hesitation Marks, Deluxe Edition |

## Albumy studyjne
| Pretty Hate Machine         | - Data: 20 października 1989 - Wydawca: TVT Records               | 75 | –  | –  | –  | –  | –   | –  | –  | –  | 67 | –  | - US: 3 000 000+ - UK: 100 000+ - ARG: 60 000+                                  | - USA: 3x platynowa płyta - UK: złota płyta - ARG: platynowa płyta                       |
| The Downward Spiral         | - Data: 8 marca 1994 - Wydawca: Nothing/Interscope Records        | 2  | 12 | –  | 13 | –  | –   | –  | –  | 33 | 9  | 23 | - US: 4 500 000+ - CAN: 300 000+ - UK: 100 000+ - AUS: 35 000+ - WW: 4 000 000+ | - USA: 4x platynowa płyta - CAN: 3x platynowa płyta - UK: złota płyta - AUS: złota płyta |
| The Fragile                 | - Data: 21 września 1999 - Wydawca: Nothing/Interscope Records    | 1  | 2  | 14 | 2  | 10 | 27  | 17 | 9  | 18 | 10 | 28 | - US: 1 800 000 + - CAN: 200 000+ - UK: 60 000+                                 | - USA: 2x platynowa płyta - CAN: 2x platynowa płyta - UK: srebrna płyta                  |
| With Teeth                  | - Data: 3 kwietnia 2005 - Wydawca: Nothing/Interscope Records     | 1  | 10 | 4  | 2  | 9  | 12  | 9  | 14 | 6  | 3  | 13 | - US: 1 100 000+ - CAN: 100 000+ - UK: 100 000+                                 | - CAN: platynowa płyta - USA: platynowa płyta - UK: złota płyta                          |
| Year Zero                   | - Data: 13 kwietnia 2007 - Wydawca: Interscope Records            | 2  | 5  | 4  | 3  | 5  | 17  | 6  | 8  | 7  | 6  | 20 | - USA: 500 000+ - UK: 60 000+                                                   | - USA: złota płyta - UK: srebrna płyta                                                   |
| Ghosts I–IV                 | - Data: 2 marca 2008 - Wydawca: The Null Corporation              | 14 | 15 | 58 | 3  | –  | –   | 60 | –  | –  | 60 | 26 | - US: 149,000+                                                                  |                                                                                          |
| The Slip                    | - Data: 5 maja 2008 - Wydawca: The Null Corporation               | 13 | 22 | 45 | 12 | 24 | 177 | 33 | 38 | 35 | 25 | 23 | - US: 112 000+                                                                  |                                                                                          |
| Hesitation Marks            | - Data: 3 września 2013 - Wydawca: Columbia Records               | 3  | 3  | 2  | 1  | 17 | 22  | 5  | 23 | 37 | 2  | 7  | - US: 187 000+ - CAN: 40 000+ - PORT: 7 500+                                    | - CAN: złota płyta - PORT: złota płyta                                                   |
| Bad Witch                   | - Data: 22 czerwca, 2018 - Wydawca: The Null Corporation, Capitol | 12 | 9  | 16 | 15 | –  | 37  | 28 | –  | –  | 12 | –  |                                                                                 |                                                                                          |
| „–” album nie był notowany. |                                                                   |    |    |    |    |    |     |    |    |    |    |    |                                                                                 |                                                                                          |

## Minialbumy
| Broken                      | - Data: 22 września 1992 - Wydawca: TVT Records/Interscope/Nothing Records | 7 | 18 | 46 | - USA: 1 000 000+ - CAN: 100 000+ - UK: 300 000+ | - USA: platynowa płyta - CAN: platynowa płyta - UK: platynowa płyta |
| Fixed                       | - Data: 7 grudnia 1992 - Wydawca: Nothing/Interscope Records               | – | –  | 25 | - UK: 300 000+                                   | - UK: platynowa płyta                                               |
| Live 2013                   | - Data: 10 września 2013 - Wydawca: wydanie własne                         | – | –  | –  |                                                  |                                                                     |
| Seed Eight                  | - Data: 21 stycznia 2014 - Wydawca: wydanie własne                         | – | –  | –  |                                                  |                                                                     |
| Recoiled                    | - Data: 24 lutego 2014 - Wydawca: Cold Spring                              | – | –  | –  |                                                  |                                                                     |
| Not the Actual Events EP    | - Data: 23 grudnia 2016 - Wydawca: wydanie własne                          | – | –  | –  |                                                  |                                                                     |
| „–” album nie był notowany. |                                                                            |   |    |    |                                                  |                                                                     |

## Remiks albumy
| Further Down the Spiral             | - Data: 1 czerwca 1995 - Wydawca: Nothing/Interscope Records    | 23 | 46 | –   | –   | - USA: 600 000+ - UK: 100 000+ | - USA: złota płyta - UK: złota płyta |
| Things Falling Apart                | - Data: 21 listopada 2000 - Wydawca: Nothing/Interscope Records | 67 | –  | –   | 98  |                                |                                      |
| Year Zero Remixed (Y34RZ3R0R3M1X3D) | - Data: 20 listopada 2007 - Wydawca: Interscope Records         | 77 | –  | 183 | 160 |                                |                                      |
| „–” album nie był notowany.         |                                                                 |    |    |     |     |                                |                                      |

## Albumy wideo
| USA                          | GER                                                             | JPN | AUT | FIN | SWE | UK | AUS |   |   |
| Closure                      | - Data: 25 listopada 1997 - Wydawca: Nothing/Interscope Records | 5   | –   | –   | –   | –  | –   | – | – |
| And All That Could Have Been | - Data: 22 stycznia 2002 - Wydawca: Nothing/Interscope Records  | 1   | –   | –   | –   | –  | 1   | 1 | – |
| Beside You in Time           | - Data: 27 lutego 2007 - Wydawca: Interscope Records            | 1   | 99  | 77  | 3   | 1  | 3   | 1 | 1 |
| Another Version of the Truth | - Data: 25 grudnia 2009 - Wydawca: wydanie własne               | –   | –   | –   | –   | –  | –   | – | – |
| „–” album nie był notowany.  |                                                                 |     |     |     |     |    |     |   |   |

## Albumy koncertowe
| Tytuł                        | Dane dot. albumu                                               | Pozycja na liście | Pozycja na liście | Pozycja na liście | Pozycja na liście | Pozycja na liście |
| Tytuł                        | Dane dot. albumu                                               | USA               | AUT               | FRA               | GER               | UK                |
| ---------------------------- | -------------------------------------------------------------- | ----------------- | ----------------- | ----------------- | ----------------- | ----------------- |
| And All That Could Have Been | - Data: 22 stycznia 2002 - Wydawca: Nothing/Interscope Records | 26                | 21                | 29                | 45                | 54                |

## Single
| „Down in It”                               | 1989 | –  | –  | –  | –  | –  |                           | Pretty Hate Machine              |
| „Head Like a Hole”                         | 1990 | –  | –  | –  | 45 | –  |                           | Pretty Hate Machine              |
| „Sin”                                      | 1990 | –  | –  | –  | 35 | –  |                           | Pretty Hate Machine              |
| "Wish" (Promo)                             | 1992 |    |    |    |    |    |                           | Broken EP                        |
| "Happiness in Slavery" (Promo)             | 1992 |    |    |    |    |    |                           | Broken EP                        |
| "Physical (You're So)" (Promo)             | 1993 |    |    |    |    |    |                           | Broken EP                        |
| „March of the Pigs”                        | 1994 | 59 | 98 | –  | 45 | –  |                           | The Downward Spiral              |
| „Closer”                                   | 1994 | 41 | 3  | –  | 25 | –  | - UK: srebro - AUS: złoto | The Downward Spiral              |
| "Piggy" (Promo)                            | 1994 |    |    |    |    |    |                           | The Downward Spiral              |
| "Hurt" (Promo)                             | 1995 |    |    |    |    |    |                           | The Downward Spiral              |
| „The Perfect Drug”                         | 1997 | 46 | 48 | 48 | 43 | 32 |                           | Lost Highway (ścieżka dźwiękowa) |
| „The Day the World Went Away”              | 1999 | 17 | 31 | –  | –  | 15 |                           | The Fragile                      |
| „We’re in This Together”                   | 1999 | –  | –  | –  | 39 | –  |                           | The Fragile                      |
| "Into the Void" (wydany tylko w Australii) | 2000 | –  | 72 | –  | –  | –  |                           | The Fragile                      |
| "Starfuckers, inc." (Promo)                | 2000 |    |    |    |    |    |                           | The Fragile                      |
| "Deep" (Promo)                             | 2001 |    |    |    |    |    |                           | Tomb Raider (ścieżka dźwiękowa)  |
| „The Hand That Feeds”                      | 2005 | 31 | –  | 36 | 7  | –  |                           | With Teeth                       |
| „Only”                                     | 2005 | 90 | –  | –  | 12 | –  |                           | With Teeth                       |
| „Every Day Is Exactly the Same”            | 2006 | 56 | –  | –  | –  | –  |                           | With Teeth                       |
| „Survivalism”                              | 2007 | 68 | –  | –  | 29 | –  |                           | Year Zero                        |
| "Capital G" (Promo)                        | 2007 |    |    |    |    |    |                           | Year Zero                        |
| "Discipline" (Promo)                       | 2008 |    |    |    |    |    |                           | The Slip                         |
| „Came Back Haunted”                        | 2013 | –  | –  | –  | –  | –  |                           | Hesitation Marks                 |
| "Everything" (Promo)                       | 2014 |    |    |    |    |    |                           | Hesitation Marks                 |
| „–” singel nie był notowany.               |      |    |    |    |    |    |                           |                                  |

## Ścieżki dźwiękowe

### Nine Inch Nails
| Tytuł                   | Rok  | Utwór                                                                      |
| ----------------------- | ---- | -------------------------------------------------------------------------- |
| The Crow                | 1994 | „Dead Souls”                                                               |
| Natural Born Killers    | 1994 | „Burn”, „Something I Can Never Have (Edited and Extended)”, „A Warm Place” |
| Quake                   | 1996 | efekty dzwiękowe oraz muzyka                                               |
| Lost Highway            | 1997 | „The Perfect Drug”, „Driver Down”, „Videodrones; Questions”                |
| Lara Croft: Tomb Raider | 2001 | „Deep”                                                                     |
| Tetsuo: The Bullet Man  | 2009 | „Theme for Tetsuo: The Bullet Man”                                         |
| Tron: Ares              | 2025 | Ścieżka dźwiękowa                                                          |

### Jako Trent Reznor & Atticus Ross
| Tytuł                              | Rok  | Dodatkowe informacje                                                     |
| ---------------------------------- | ---- | ------------------------------------------------------------------------ |
| The Social Network                 | 2010 |                                                                          |
| Dziewczyna z Tatuażem              | 2011 |                                                                          |
| Zaginiona dziewczyna               | 2014 |                                                                          |
| Before the Flood                   | 2016 | Soundtrack skomponowany wraz z zespołem Mogwai oraz Gustavem Santaolalla |
| Dzień patriotów                    | 2016 |                                                                          |
| Mid90s                             | 2018 |                                                                          |
| Nie otwieraj oczu                  | 2018 |                                                                          |
| Waves                              | 2019 |                                                                          |
| Watchmen                           | 2019 |                                                                          |
| Mank                               | 2020 |                                                                          |
| Co w duszy gra                     | 2020 | Soundtrack skomponowany wraz z Jon’em Batiste                            |
| Challengers                        | 2024 | Mixing: Boys Noize                                                       |
| Intergalactic: The Heretic Prophet | ?    |                                                                          |

### Jako Trent Reznor
| Tytuł                      | Rok  | Utwór        |
| -------------------------- | ---- | ------------ |
| Doom 3                     | 2003 | Anulowany    |
| Call of Duty: Black Ops II | 2012 | "Main Theme" |

## Utwory NIN użyte w różnych filmach oraz serialach[46]
| Tytuł                     | Rok  | Utwór |
| ------------------------- | ---- | --- |
| Klasa 1999                | 1990 | "Head Like a Hole" |
| Modlitwa Rollerboysów     | 1990 | "Head Like a Hole" |
| Stracone Pokolenie        | 1995 | "Heresy" |
| Siedem                    | 1995 | "Closer (Precursor)" |
| Fan                       | 1996 | "The Art Of Self Destruction, Part One", "Closer (Further Away)" oraz "Closer To God"                                                                                                  |
| Oszukać Przeznaczenie     | 2000 | "Into The Void" |
| Resident Evil             | 2002 | "Fist Fuck" (utwór wykorzystany w filmie lecz nie znajduje się na soundtracku) |
| Piła                      | 2003 | "Happiness In Slavery Remix" |
| Człowiek w Ogniu          | 2004 | "The Art Of Self Destruction, Part One," "Self Destruction, Part Two,", "The Downward Spiral (The Bottom)", "The Mark Has Been Made" jak i "The Great Below", "The Wretched (Version)" |
| Doom                      | 2005 | "You Know What You Are ? (Clint Mansell Remix)" |
| Autostopowicz             | 2007 | "Closer" |
| Wanted                    | 2008 | "Every Day is Excatly the Same" |
| Terminator: Ocalenie      | 2009 | "The Day The World Went Away" |
| The Walking Dead, Sezon 5 | 2010 | "Somewhat Damaged" |
| The Raid 2: Infiltracja   | 2014 | "13 Ghosts II" oraz "14 Ghosts II" |
| Mourning Son              | 2015 | "1 Ghosts I" |
| Twin Peaks, Sezon 3       | 2017 | "She's Gone Away" |

## Remiksy
| Tytuł                                      | Rok  | Utwór                                 |
| ------------------------------------------ | ---- | ------------------------------------- |
| KMFDM – „Light”                            | 1994 | „Light (Fat Back Dub)”                |
| David Bowie – „I’m Afraid of Americans”    | 1997 | „I’m Afraid of Americans” (V1–V4, V6) |
| Puff Daddy & The Family – Victory: Remixes | 1998 | „Victory (Nine Inch Nails Remix)”     |
| Killing Joke – Wardance: The Remixes       | 1998 | „Democracy (NIN Remix)”               |

## Teledyski
| Tytuł                                            | Rok  | Reżyseria                             | Dodatkowe informacje |
| ------------------------------------------------ | ---- | ------------------------------------- | --- |
| „Down In It”                                     | 1989 | Eric Zimmermann, Benjamin Stroke      | Trzy wersje teledysku. Dwie zawierające studyjną wersją nagrania (różniące się scenami) oraz "Shred" znajdująca się jako remix na singlu                                                                              |
| „Head Like A Hole”                               | 1990 | Eric Zimmermann                       | Dwie wersje teledysku "Clay" oraz „Cooper” znajdujące się na singlu |
| „Sin” (niewyemitowany)                           | 1990 | Brett Turnbull                        | Teledysk nie wyemitowany. Pierwszy raz opublikowany na zestawie kaset „Closure” |
| „Pinion”                                         | 1992 | Eric Goode, Serge Becker              | |
| „Wish”                                           | 1992 | Peter Christopherson                  | Dwie wersje teledysku różniące się scenami |
| „Help Me I Am In Hell” (niewyemitowany)          | 1992 | Eric Goode, Serge Becker              | Teledysk niewyemitowany. Pierwszy raz opublikowany na zestawie "Closure" |
| „Happiness in Slavery” (niewyemitowany)          | 1992 | Jon Reis                              | Teledysk nieemitowany. Pierwszy raz opublikowany na zestawie „Closure” |
| „Gave Up”                                        | 1992 | Jon Reis                              | Teledysk nakręcony na żywo w studiu „Le Pig” |
| „March Of The Pigs”                              | 1994 | Peter Christopherson, Trent Reznor    | Powstały dwie wersje teledysku. Studyjna oraz nagrana na żywo z jednego ujęcia w studiu "Le Pig". Pierwsza kompletna, lecz odrzucona przez Reznora                                                                    |
| „Burn”                                           | 1994 | Hank Corvin, Trent Reznor             | Kilka wersji, w tym "MTV version" |
| „Closer”                                         | 1994 | Mark Romanek                          | Istnieją dwie wersje teledysku. "Nothing Edit" (ocenzurowana) oraz "Directors Cut". Wersja nieocenzurowana została wyemitowana w 1994 na kanale Playboy TV oraz na kanale MTV2 w 2002 roku                            |
| „Hurt”                                           | 1995 | Simon Maxwell                         | Wersja z nagraniem studyjnym oraz na żywo nagrana podczas trasy "Self Destruct". Pierwsza odrzucona przez Reznora. |
| „The Perfect Drug”                               | 1997 | Mark Romanek                          | Jeden z najbardziej kosztownych teledysków NIN. Jego wyreżyserowanie oraz produkcja kosztowało ponad 850 tys. ówczesnych dolarów.                                                                                     |
| „Wish (live)”                                    | 1997 | Simon Maxwell                         | Nagranie pochodzące z trasy "Self Destruct" |
| „The Day The World Went Away” (niewyemitowany)   | 1999 | Tomato                                | Teledysk kompletny, lecz niewyemitowany. Odrzucony przez Reznora z "powodów osobistych". Jego urywki zostały wykorzystane w nagraniu na żywo które znajduje się jako „Easter Egg” na DVD And All that Could Have Been |
| „We’re In This Together”                         | 1999 | Mark Pellington                       | Trzy wersje: "Long", "Short" oraz "Mark Pellington Edit" |
| „Into The Void”                                  | 2000 | Walter Stern, Jeff Richter            | Dwie wersje teledysku w tym "alternatywna" |
| „Starfuckers, Inc.”                              | 2000 | Robert Hales, Marilyn Manson          | Dwie wersje teledysku. Ocenzurowana i nieocenzurowana |
| „Deep”                                           | 2001 | Enda McCallion                        | Wersja "MTV" oraz "Międzynarodowa" |
| „The Wretched (Live)”                            | 2001 | Rob Sheridan                          | Nagranie pochodzące z trasy "Fragillity Ver. 2.0" mające na celu promować koncertowy album And All That Could Have Been                                                                                               |
| „The Hand That Feeds” (niewyemitowany)           | 2005 | Ian Inaba                             | Teledysk odrzucony |
| „The Hand That Feeds”                            | 2005 | Rob Sheridan                          | |
| „Only”                                           | 2005 | David Fincher                         | Dwie wersje teledysku. W tym "Dirty" (nieocenzurowana) |
| „Every Day Is Excatly The Same” (niewyemitowany) | 2006 | Francis Lawrence                      | Teledysk odrzucony podczas post-produkcji |
| „Survivalism”                                    | 2007 | Alex Lieu, Rob Sheridan, Trent Reznor | Dwie wersje teledysku. W tym "Directors Cut" (nieocenzurowana) |
| „Came Back Haunted”                              | 2013 | David Lynch                           | |
| „Less Than”                                      | 2017 | Brook Linder                          | |
| „This Isn’t The Place”                           | 2017 | Alex Lieu                             | |
| „Ahead of Ourselves (live)”                      | 2018 | Brook Linder                          | Klip nagrany podczas trasy w 2018 roku |